# نورمن رزمانت
نورمن رُزمانت (انگلیسی: Norman Rosemont؛ ‏ ۱۲ دسامبر ۱۹۲۴ – ۲۲ آوریل ۲۰۱۸) تهیه‌کننده تلویزیونی، و تهیه‌کننده فیلم اهل ایالات متحده آمریکا بود.
از فیلم‌ها یا مجموعه‌های تلویزیونی که وی در آن‌ها نقش داشته‌است، می‌توان به کنت مونت کریستو، آرزوهای بزرگ، مردی با ماسک آهنین، چهار پر، بینوایان، در جبهه غرب خبری نیست، قصر لذت، آیوانهو، کمیل، داستان دو شهر و باغ اسرارآمیز اشاره نمود.